# Neues Kornhaus

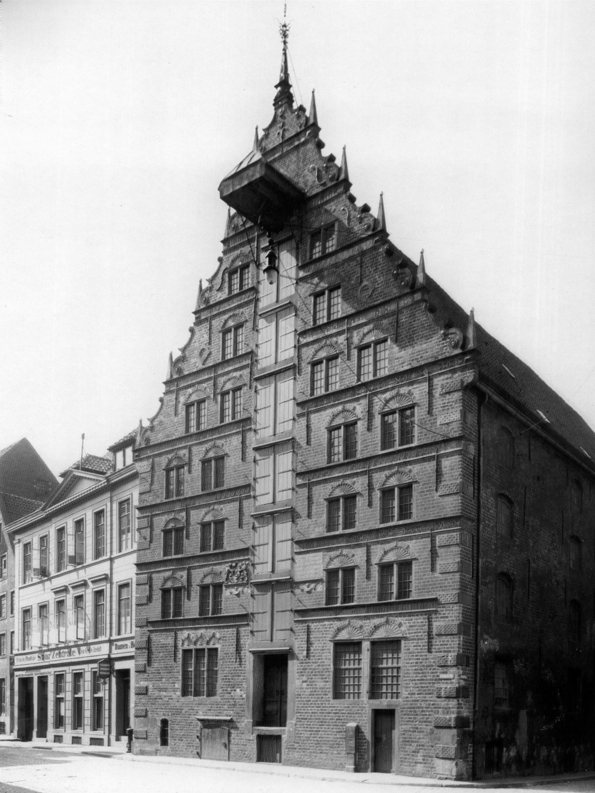
Das Neue Kornhaus im Jahr 1928

Das Neue Kornhaus in Bremen war ein Ende des 16. Jahrhunderts errichtetes prächtiges Speichergebäude an der Langenstraße 78, dessen Gesamtgestalt im Stile der Weserrenaissance maßgeblich durch die Arbeit Lüder von Bentheims geprägt wurde. Das bedeutende historische Gebäude stand seit 1917 unter Denkmalschutz. Im Zweiten Weltkrieg wurde es bei einem Luftangriff auf Bremen Anfang Oktober 1944 zerstört und bislang nicht wiederaufgebaut.

## Bau und Gestalt

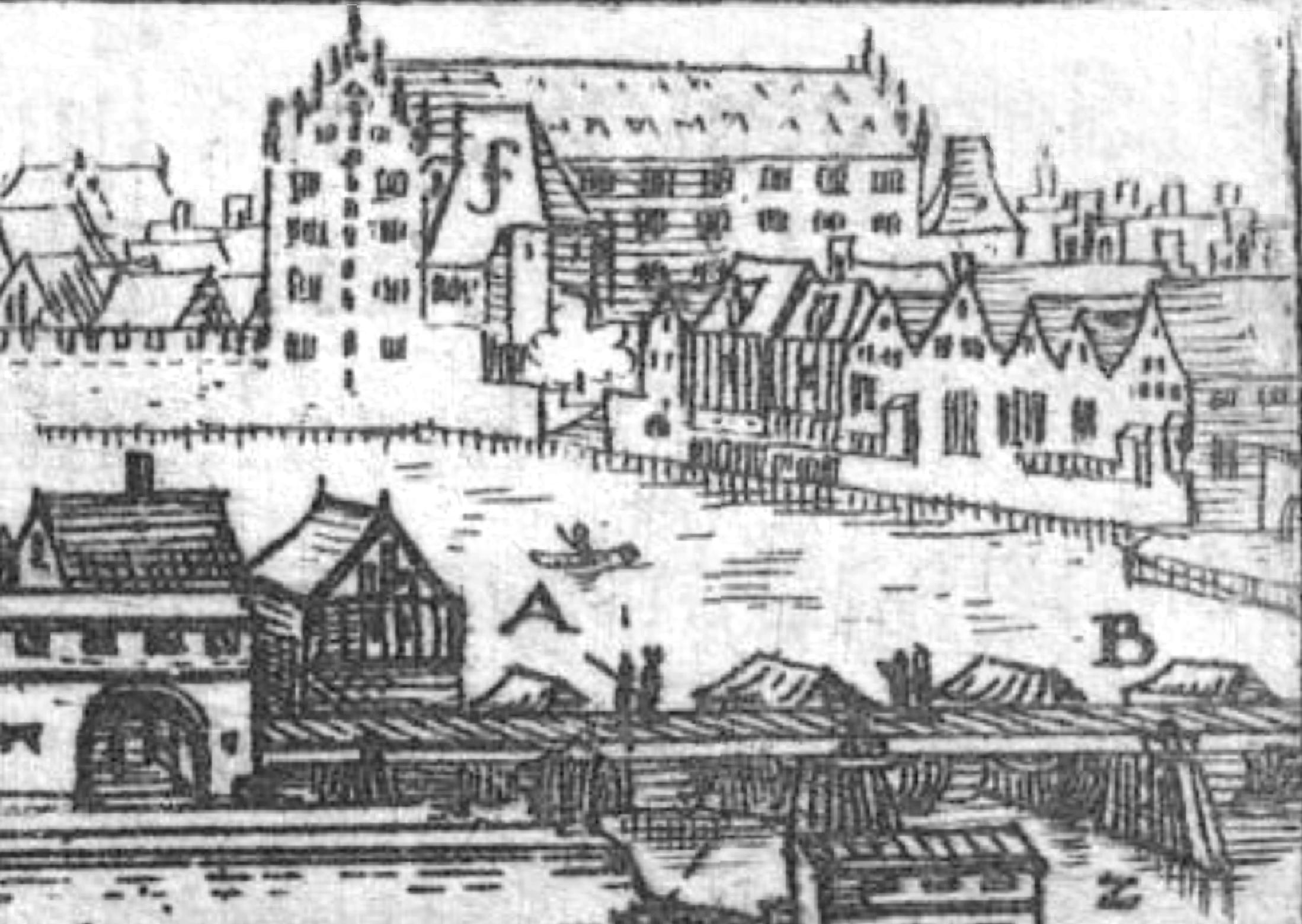
Wilhelm Dilich 1602: Weserbrücke weserabwärts: F = Neues Kornhaus mit dem Fangturm als Vorbau

Mitte des 16. Jahrhunderts wurde nach dem Abriss eines Teils der alten Stadtmauer, der das Stephaniviertel von der Bremer Altstadt trennte, vor dem Natel genannten Tor ein größeres Grundstück zwischen Langenstraße und Weser frei. Der Bremer Rat entschloss sich, auf dem Areal einen großen Kornspeicher zu errichten. Zur Unterscheidung vom Alten Kornhaus an der Martinikirche nannte man den Bau „Neues Kornhaus“. Noch um 1800 bestanden beide Kornhäuser. Nach dem Abriss des Alten Kornhauses wurde die Zusatzbezeichnung „Neues“ nur noch wenig verwendet.

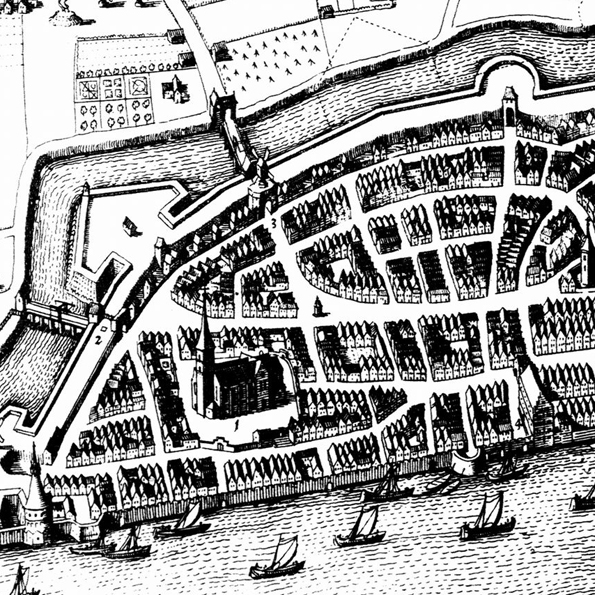
Das Kornhaus (unten rechts am Weserufer) im Merian-Stadtplan aus dem Jahre 1641

Da die Fläche für den geplanten Bau nicht groß genug war, wurden 1566 noch zusätzlich angrenzende Grundstücke erworben, die der Familie von Bürgermeister Daniel von Büren der Jüngere gehörten. Der eigentliche Bau des Kornhauses begann erst 1590. Dabei wurden Teile des Fangturms – der zuvor den Abschluss der alten Stadtmauer an der Weserseite bildete – in der östlichen Seitenwand des Kornhauses verbaut. Die Arbeiten oblagen Zimmermeister Tölke Hardenacke, Maurermeister Jacob Hellemann, Schmiedemeister Giseke Knepel und Steinmetzmeister Lüder von Bentheim. 1591 wurde das Neue Kornhaus fertiggestellt.
Die stattlichen Maße des aus Backstein und Eichenholz errichteten Gebäudes betrugen 52,50 Meter in der Länge und 14,80 Meter in der Breite. Es verfügte über einen hohen Renaissance-Giebel, ähnlich dem der zwischen 1586 und 1588 gebauten Stadtwaage. Es hatte vier Hauptstockwerke, ein Untergeschoss und vier Dachböden. Im Erdgeschoss befand sich eine Stube für die „Kornherren“, der Rest war ausschließlich zur Einlagerung von Getreide bestimmt.
Die Verzierungen aus Sandstein an den beiden Giebelfassaden durch von Bentheim umfassten Eckquader mit Kreisornamenten, muschelförmigen Bögen, die die Fensterpaare zusammenfassten, Simsbänder, die die Etagen unterteilten und im Bereich der Giebels mit kleinen Obelisken abgeschlossen wurden, sowie ein wellenförmiges Rollwerk als Giebelkontur. Im ersten Geschoss zur Straßenfront waren darüber hinaus das Bremer Stadtwappen mit dem Datum „Anno 1591“ und folgende Inschriften angebracht: „Rolandt hat diese Kornscheuren / An stat der alten Stattmauren / Lassen an diesen Ordt bawenn / zu Behof seiner getrawenn / Bürgerschaffz damit sie han Brodt / In Teurungs Zeit und Krieges Nodt.“ (etwa: „Roland hat diesen Kornspeicher an Stelle der alten Stadtmauer bauen lassen für seine treue Bürgerschaft, damit sie Brot habe in Zeiten der Knappheit und des Krieges“).
Auf der Seite zur Langenstraße gab es ein oberhalb des Straßenniveaus angebrachtes zweiflügeliges Tor, von dem aus Fuhrwerke direkt beladen werden konnten. Auf der Weserseite schloss das Gebäude mit der Ufermauer ab, so dass Schiffe unmittelbar am Kornhaus anlegen und entladen werden konnten.

## Nutzung
Die Aufsicht über das Kornhaus unterstand zwei Ratsherren, zwei Elterleuten des Kaufmanns, zwei Kaufleuten, einem Bäcker und einem Kramer. Darüber hinaus waren hier ein Schreiber und mehrere Kornmesser beschäftigt. Sie überwachten, dass von jeder Lieferung Getreide, die in Bremen eintraf, je Last zwei Scheffel an die Stadt abgegeben wurden. Gegen Ende des 19. Jahrhunderts verlor das Kornhaus seine Funktion als städtischer Getreidespeicher und wurde fortan als Packhaus an Kaufleute vermietet.

## Verbleib

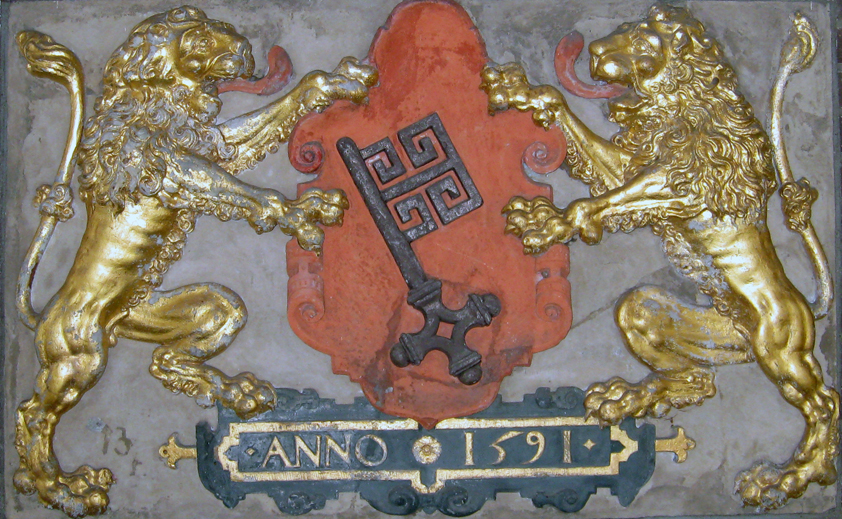
Das Bremer Wappen des ehemaligen Kornhauses

Im Zweiten Weltkrieg wurde das Gebäude bei dem Luftangriff am 6. Oktober 1944 zerstört. Das alte Stadtwappen der Fassade mit der Inschrift „Anno 1591“ befindet sich heute am Eingang des Bremer Staatsarchivs am Fedelhören Ecke Präsident-Kennedy-Platz. Die Fläche des einstigen Kornhauses ist frei.